# Phalanger (genre)
Pour les articles homonymes, voir Phalanger et Phalanger (homonymie).
Genre
Le genre Phalanger est composé de marsupiaux de la famille des Phalangeridae. 
On les appelle communément couscous ou opossums d'Australie pour les distinguer des opossums américains.
En Australie, les phalangers sont appelés possums.
Fait pouvant prêter à confusion, on donne aussi le nom vernaculaire de « phalanger » à d'autres espèces de la même famille mais classées dans des genres différents.

## Caractéristiques
Les membres du genre phalanger sont des marsupiaux de taille petite ou moyenne, dont le poids est compris entre 1,1 et 4,5 kg[réf. nécessaire].  
Ils présentent des yeux saillants, une fourrure longue et laineuse, une queue longue, puissante et souvent préhensile, avec une zone de friction sur la face inférieure dépourvue de poils.
Ils sont adroits de leurs pattes avant, dotées de grandes griffes et d'un pouce opposable, qu'ils savent utiliser pour bloquer la branche d'un fruit ou d'une feuille qu'ils ont à la bouche. Les pattes arrière sont dépourvues de griffes, et les deuxième et troisième doigts sont soudés.
La poche marsupiale s'ouvre vers l'avant et contient deux à quatre mamelles.
On donne le nom de couscous aux phalangers de la taille d'un chat et se déplaçant lentement dans les arbres, plus rapidement au sol.

## Comportement
Ils sont herbivores et peuvent pour certains se nourrir aussi d'insectes ou de petits vertébrés (oiseaux). Ce sont des animaux nocturnes, de mœurs arboricoles.

## Distribution
Les espèces de ce genre se rencontrent en Asie du Sud-Est à l'est de l'Indonésie (à Sulawesi, aux Moluques et en Nouvelle-Guinée occidentale) et à Timor; et en Océanie au nord du Queensland en Australie, en Papouasie-Nouvelle-Guinée et aux Salomon.

## Liste des espèces et sous-espèces

### MSW
Selon Mammal Species of the World (version 3, 2005)  (27 mai 2010) :
- Phalanger alexandrae Flannery & Boeadi, 1995
- Phalanger carmelitae Thomas, 1898
  - sous-espèce Phalanger carmelitae carmelitae
  - sous-espèce Phalanger carmelitae coccygis
- Phalanger gymnotis Peters & Doria, 1875
  - sous-espèce Phalanger gymnotis gymnotis
  - sous-espèce Phalanger gymnotis leucippus
- Phalanger intercastellanus
- Phalanger lullulae Thomas, 1896
- Phalanger matabiru Flannery & Boeadi, 1995
- Phalanger matanim Flannery, 1987
- Phalanger mimicus Thomas, 1922
  - sous-espèce Phalanger mimicus mimicus
  - sous-espèce Phalanger mimicus peninsulae
- Phalanger orientalis (Pallas, 1766) 
  - sous-espèce Phalanger orientalis breviceps
  - sous-espèce Phalanger orientalis orientalis
- Phalanger ornatus (Gray, 1860)
- Phalanger rothschildi Thomas, 1898
- Phalanger sericeus Thomas, 1907
  - sous-espèce Phalanger sericeus occidentalis
  - sous-espèce Phalanger sericeus sericeus
- Phalanger vestitus (Milne-Edwards, 1877)

### ITIS
Selon ITIS (27 mai 2010) :
- Phalanger alexandrae Flannery & Boeadi, 1995
- Phalanger carmelitae Thomas, 1898
- Phalanger gymnotis Peters & Doria, 1875
- Phalanger intercastellanus Thomas, 1895
- Phalanger lullulae Thomas, 1896
- Phalanger matabiru Flannery & Boeadi, 1995
- Phalanger matanim Flannery, 1987
- Phalanger mimicus Thomas, 1922
- Phalanger orientalis (Pallas, 1766) - Couscous gris
- Phalanger ornatus (Gray, 1860)
- Phalanger rothschildi Thomas, 1898
- Phalanger sericeus Thomas, 1907
- Phalanger vestitus (Milne-Edwards, 1877)

### NCBI
Selon NCBI (27 mai 2010) :
- Phalanger carmelitae
- Phalanger gymnotis
- Phalanger interpositus
- Phalanger lullulae
- Phalanger maculatus
- Phalanger orientalis
  - sous-espèce Phalanger orientalis breviceps
- Phalanger sericeus
- Phalanger vestitus

## Publication originale
- Storr, 1780 : Prodromus Methodi Mammalium. Litteris, Reissianis, Tübingen, p. 1-43.